# Gonioctena hoki
Gonioctena hoki es una especie de insecto coleóptero de la familia Chrysomelidae.
Fue descrita científicamente en 2007 por Takizawa.